# Cimljansk
Cimljansk (in russo Цимлянск?, anche traslitterata come Tsimlyansk, Cimlyansk, Tsimljansk) è una città della Russia europea meridionale, nell'oblast' di Rostov (da cui dista 240 km in direzione nordest), sul fiume Don di fronte alla città di Volgodonsk; sorge in prossimità dello sbarramento e della annessa centrale idroelettrica che forma il bacino artificiale omonimo.